# Asrael (symfonie)
Asrael – Smuteční symfonie pro velký orchestr c moll op. 27 je pětivětá symfonie českého skladatele Josefa Suka z let 1905/1906.

## Vznik
Suk začal symfonii komponovat na začátku roku 1905, asi osm měsíců po smrti svého tchána Antonína Dvořáka. Skladbu nazval podle anděla smrti, který má v islámu a v některých židovských tradicích jméno Azrael (Asrael). O necelého půl roku později, 6. června 1905, když dokončil skici prvních tří vět, zemřela v pouhých sedmadvaceti letech jeho manželka, Dvořákova dcera Otilie. Suk se ke kompozici dokázal vrátit až po roce; nepřipojil oslavnou závěrečnou větu, jíž mělo dílo jakožto vzpomínka na Dvořákův život a tvorbu původně končit, nýbrž dvě pomalé věty, reflektující smrt, ztrátu, odloučení, bolest a smíření. 
Partituru dokončil 4. října 1906, skladbu věnoval "vznešené památce Dvořákově a Otilčině".
Symfonie měla premiéru 3. února 1907 pod vedením Karla Kovařovice v Národním divadle. Koncertními mistry orchestru ND byli Sukovi spoluhráči v Českém kvartetu Karel Hoffmann a Jiří Herold.

## Hudební struktura
Symfonie má pět vět:
1. věta: Andante sostenuto
2. věta: Andante
3. věta: Vivace
4. věta: Adagio
5. věta: Adagio e maestoso.

Celým dílem prochází sevřený motiv, který zprvu působí zprvu nemilosrdně a chladně, ve smířlivém závěru díla však vyznívá jako slavnostní chorál. Autor zde dále zpracovává jeden z motivů svého staršího díla Pohádka op. 16, který nyní získává velkou závažnost jako "motiv smrti". Ačkoli symfonie obsahuje citáty z Dvořákova díla – v druhé větě hlavní motiv z jeho Rekviem, ve střední části třetí věty názvuk na Lovcovu píseň z Rusalky –, Dvořákův vliv na kompozici již není znát. Sukův hudební jazyk spíše směřuje k moderní harmonii a polyfonii.
Provedení díla trvá něco přes hodinu.

## Obsazení
Pikola, 2 flétny, 2 hoboje, anglický roh, 2 klarinety in B (A, Es), basklarinet, 2 fagoty, kontrafagot, 6 lesních rohů (5. a 6. ad lib.), 3 pozouny, 3 trubky, tuba, tympány, triangl, činely, velký buben, harfa a smyčce.

## Významné nahrávky
- Česká filharmonie, Václav Talich (Supraphon) nahr. 5/1952
- Česká filharmonie, Karel Ančerl (Supraphon - Český rozhlas) 4/1967
- South West German Radio Symphony Orchestra, Baden-Baden, Karel Ančerl (Naxos) 5/1967
- Česká filharmonie, Václav Neumann (Supraphon) 2/1983
- Česká filharmonie, Jiří Bělohlávek (Chandos) 6/1991
- Berlin Comic Opera Orchestra, Kirill Petrenko (CPO) 10/2002
- Česká filharmonie, Charles Mackerras (Supraphon) 4/2007
- BBC Symphony Orchestra, Jiří Bělohlávek (Supraphon) 6/2008
- Malaysian Philharmonic Orchestra, Claus Peter Flor (BIS) 10/2008
- Belgium National Orchestra, Walter Weller (Fuga Libera) 7/2009
- Helsinki Philharmonic Orchestra, Vladimir Ashkenazy (Ondine) (c) 2009
- Royal Liverpool Philharmonic Orchestra, Libor Pešek (Virgin Classics) 2010
- Tokyo Metropolitan Symphony Orchestra, Jakub Hrůša (Exton) (c) 2015
- Essener Philharmoniker, Tomáš Netopil (Oehms Classics) 11/2016
- Symfonický orchestr Bavorského rozhlasu, Jakub Hrůša (BR Classic) 10/2018
- Česká filharmonie, Jiří Bělohlávek (Decca) 2019

(zdroj: naxosmusiclibrary.com, supraphononline.cz)